# Ворожейкин, Григорий Алексеевич
Григо́рий Алексе́евич Вороже́йкин (4 (16) марта 1895 — 30 января 1974, Москва) — советский военачальник, маршал авиации (1944).

## Биография
Родился в деревне Березники Смоленской губернии. В отечественной литературе указывается о происхождении из многодетной семьи крестьянина-бедняка, но в послужном списке прапорщика Г. А. Ворожейкина в РИА указано «из мещан Смоленской губернии»). Окончил двухклассную начальную школу, после чего для помощи семье был вынужден работать на фанерном и на лесопильном заводах. Окончил экстерном 4 класса гимназии.
В июле 1915 году с началом Первой мировой войны был призван в Русскую императорскую армию. После короткой службы в 2-м запасном батальоне был направлен на учёбу в феврале 1916 года. В июне 1916 года окончил школу прапорщиков Западного фронта (Псков). Участвовал в боевых действиях, командуя ротой 149-го Черноморского пехотного полка на Юго-Западном фронте. В 1917 году был начальником связи 22-го пехотного полка 3-й пехотной дивизии. Последний чин в старой армии — штабс-капитан.
В Гражданскую войну в Красной Армии командовал батальоном, был начальником штаба бригады, командиром стрелкового полка. Воевал на Южном и Западном фронтах.
После окончания войны продолжил службу в стрелковых частях. В 1924 году окончил Стрелково-тактическую школу имени III Коминтерна. В 1927 году вступил в ВКП(б). В 1930 году окончил Тактические курсы усовершенствования комсостава. В 1931—1932 годах был командиром 16-й стрелковой дивизии Ленинградского военного округа. В 1932 году переведён в ВВС и направлен на учёбу в Военно-воздушную академию им. Жуковского. После окончания учёбы на оперативном факультете академии в 1934 году назначен помощником начальника ВВС РККА. В 1936 году назначен командиром и комиссаром 200-й авиационной бригады особого назначения, а в сентябре того же года — помощником по боевой подготовке начальника ВВС Особой Краснознамённой Дальневосточной армии.
14 мая 1938 года был арестован в Хабаровске Особым отделом ОКДВА. Провел в заключении на предварительном следствии почти два года, подвергался избиениям и «интенсивным допросам», признал участие в военно-троцкистском заговоре, потом отказался от этого признания. В июле 1938 года был уволен из РККА в связи с арестом. 21 апреля 1940 года был освобождён за недоказанностью преступления.
Восстановлен в РККА, в мае 1940 года назначен начальником 3-го отдела Управления боевой подготовки ВВС РККА, в сентябре 1940 года — начальником Ленинградских авиационно-технических курсов усовершенствования. В январе 1941 года был назначен командующим ВВС Приволжского военного округа.
С августа 1941 года — участник Великой Отечественной войны. В первые дни войны был командующим ВВС 21-й армии, затем — командующий ВВС Центрального фронта. С августа 1941 года — начальник штаба ВВС Красной армии, вскоре одновременно стал заместителем командующего ВВС. В марте — мае 1942 года — командующий ударной авиационной группой № 2. С мая 1942 — первый заместитель командующего ВВС РККА и член Военного Совета ВВС РККА. Ворожейкин неоднократно выезжал на фронты и участвовал в руководстве действиями советской авиации по прорыву блокады Ленинграда, в Великолукской наступательной операции, в Курской битве. С сентября 1944 года и почти до конца войны в качестве представителя Ставки ВГК по авиации координировал действия авиации 2-го, 3-го и 4-го Украинских фронтов. Участник Белградской, Будапештской, Балатонской и Венской операций.
Воинское звание маршала авиации присвоено 19 августа 1944 года.
В 1944—1945 годах был представителем Ставки Верховного Главнокомандования на 3-м и 4-м Украинских фронтах.
С июля 1946 года — командующий 1-й воздушной армией.
В феврале 1947 года был снят с должности, находился в распоряжении Главнокомандующего ВВС СССР, в мае того же года уволен в отставку «по болезни». 11 апреля 1948 года арестован во второй раз. Обвинялся в антисоветской агитации, в клевете на существующий строй, а также в приёмке некачественных самолётов от промышленности в военное время. 28 апреля 1952 года приговорён Военной коллегией Верховного суда СССР по статьям 58-10 и 193-17 п."а" Уголовного кодекса РСФСР к 8 годам заключения. После смерти И. В. Сталина освобождён и 28 июля 1953 года реабилитирован. В августе 1953 года восстановлен в воинском звании и в рядах Советской Армии. В декабре 1953 года назначен начальником факультета заочного обучения Военно-воздушной инженерной академии имени Н. Е. Жуковского.
В марте 1959 года уволен в отставку по состоянию здоровья.
Умер в 1974 году. Похоронен на Введенском кладбище (22 уч.).

## Воинские звания
- Комдив (28.11.1935)
- Генерал-майор авиации (31.07.1941)
- Генерал-лейтенант авиации (29.10.1941)
- Генерал-полковник авиации (17.03.1943)
- маршал авиации (19.08.1944).

## Награды

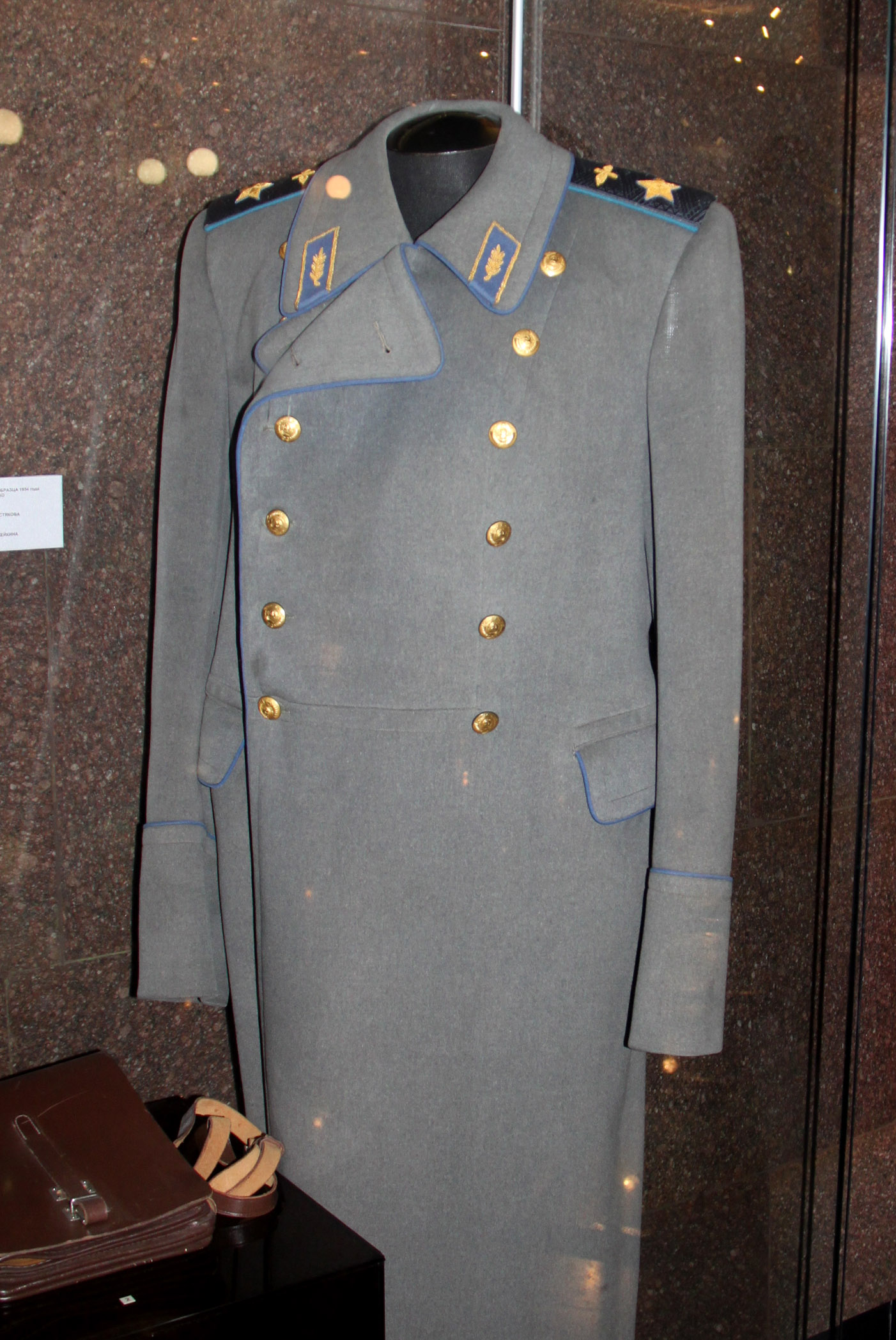
Шинель Г. А. Ворожейкина в Центральном музее Великой Отечественной войны

- 2 ордена Ленина (22.10.1941, 21.02.1945);
- 4 ордена Красного Знамени (21.02.1933, 03.11.1944, 30.04.1954, 28.10.1967);
- 2 ордена Суворова 1-й степени (11.05.1944, 18.08.1945);
- Орден Суворова 2-й степени (19.02.1943);
- 2 ордена Красной Звезды (28.10.1967, 22.02.1968);
- Медаль «За оборону Ленинграда» (01.06.1945);
- Медаль «За оборону Москвы» (1942);
- Медаль «За оборону Сталинграда» (1942);
- Медаль «За взятие Будапешта» (1945);
- Медаль «За взятие Вены» (1945);
- Медаль «За освобождение Белграда» (1945);
- Другие медали СССР;

иностранные награды
- Медаль «25 лет Народной власти» (НРБ);
- Медаль «20 лет Болгарской народной армии» (НРБ, 22.08.1964);
- Медаль «25 лет Болгарской народной армии» (НРБ, 15.10.1969).

## Память

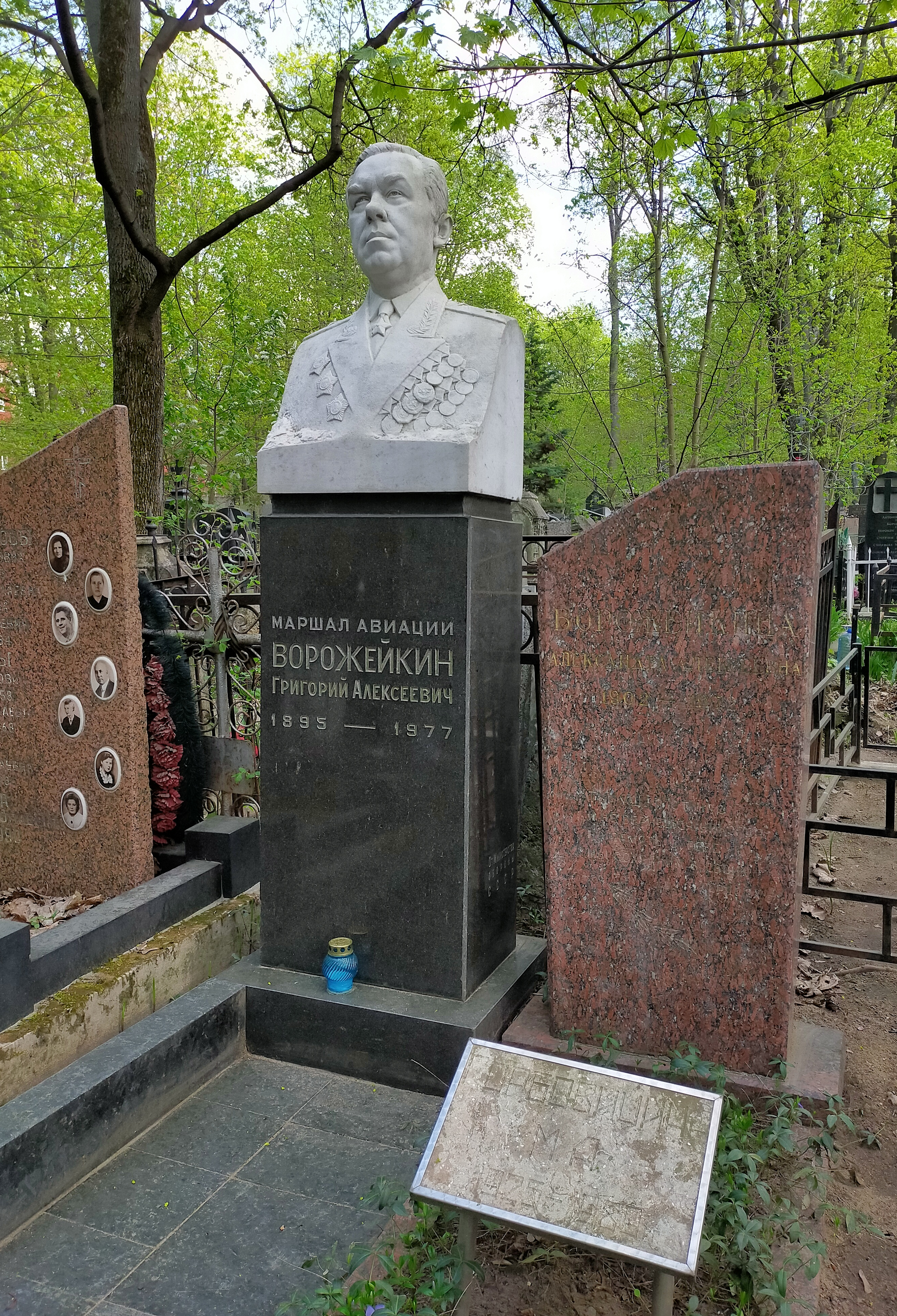
Могила Г. А. Ворожейкина на Введенском кладбище

- Могила Г. А. Ворожейкина на Введенском кладбищеНа могиле маршала авиации на Введенском кладбище установлен памятник-бюст.